# مولن روژ
مولن‌روژ (به فرانسوی: Moulin rouge) نام کاباره و کلوب شبانه‌ای است که در منطقه ۱۸ پاریس واقع شده‌است. این مکان یک کابارهٔ تاریخی در فرانسه محسوب می‌شود. کابارهٔ مولن‌روژ در سال ۱۸۸۹ توسط ژوزف اولر آغاز به کار کرد. ژوزف اولر همچنین مؤسس سالن موسیقی المپیا پاریس نیز می‌باشد. عبارت «مولن‌روژ» واژه‌ای فرانسوی است و ترجمهٔ آن معادل «آسیاب بادی سرخ» می‌شود.

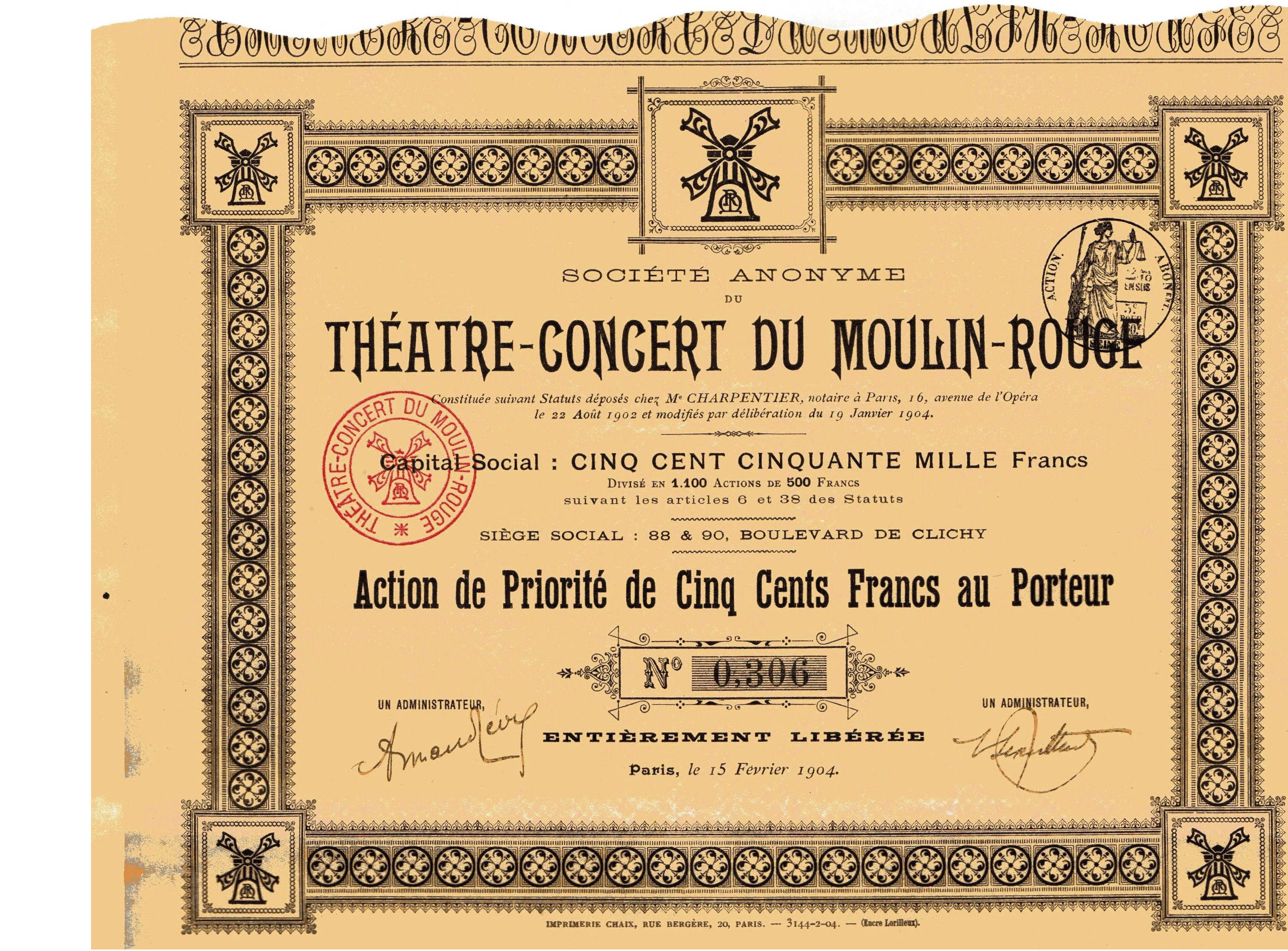
بلیت ویژه تئاتر-کنسرت مولن روژ، صادر شده در ۱۵ فوریه ۱۹۰۴

## در ایران
کاباره‌ای با نام «مولن‌روژ» از اماکن تفریحی پرآوازهٔ تهران قدیم در خیابان لاله‌زار بود.

## نگارخانه

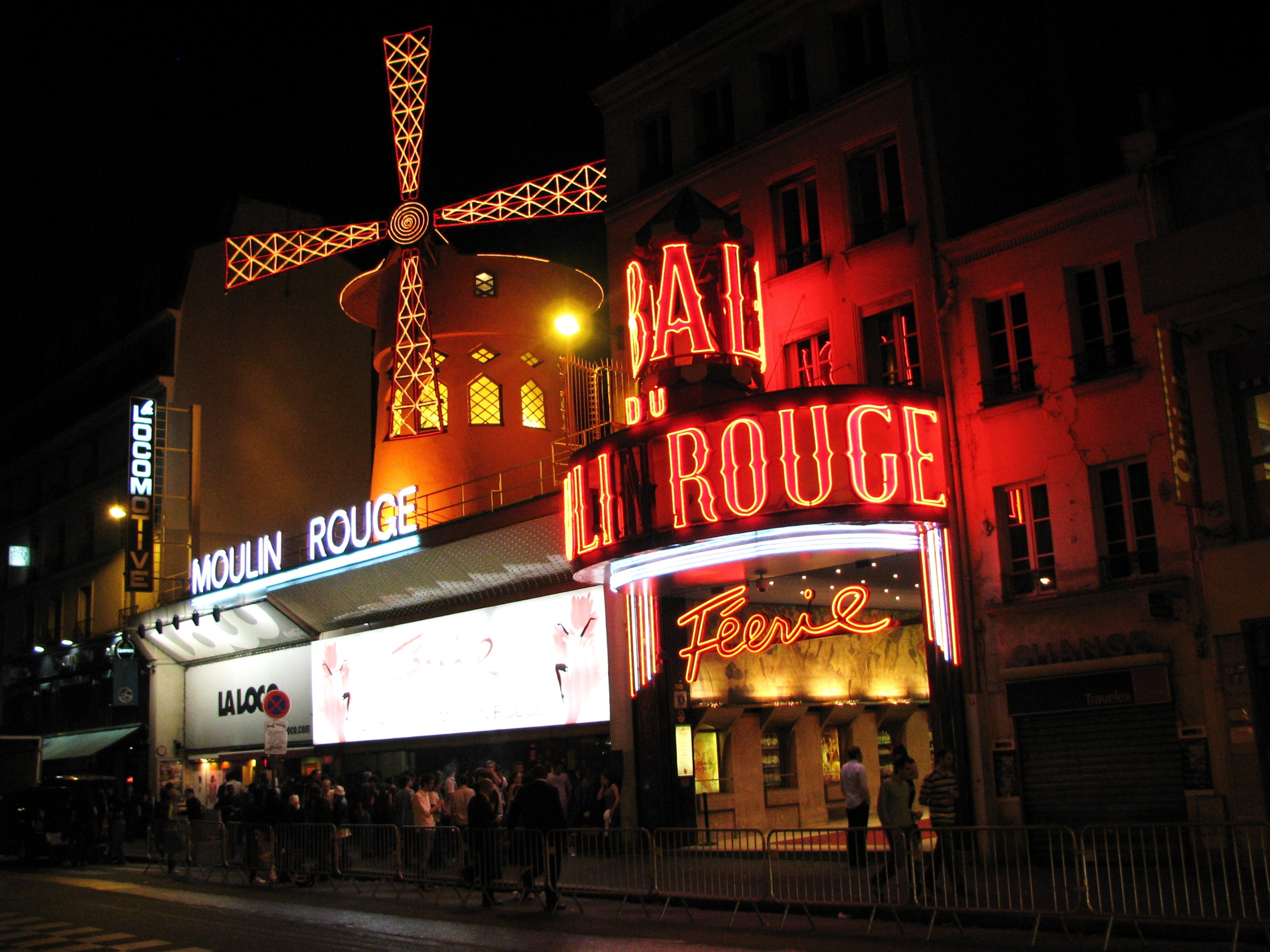
کابارهٔ مولن‌روژ در نزدیکی ناحیه مون‌مارتر در منطقه پیگال در شمال پاریس، دارای آوازه‌ای جهانی است.
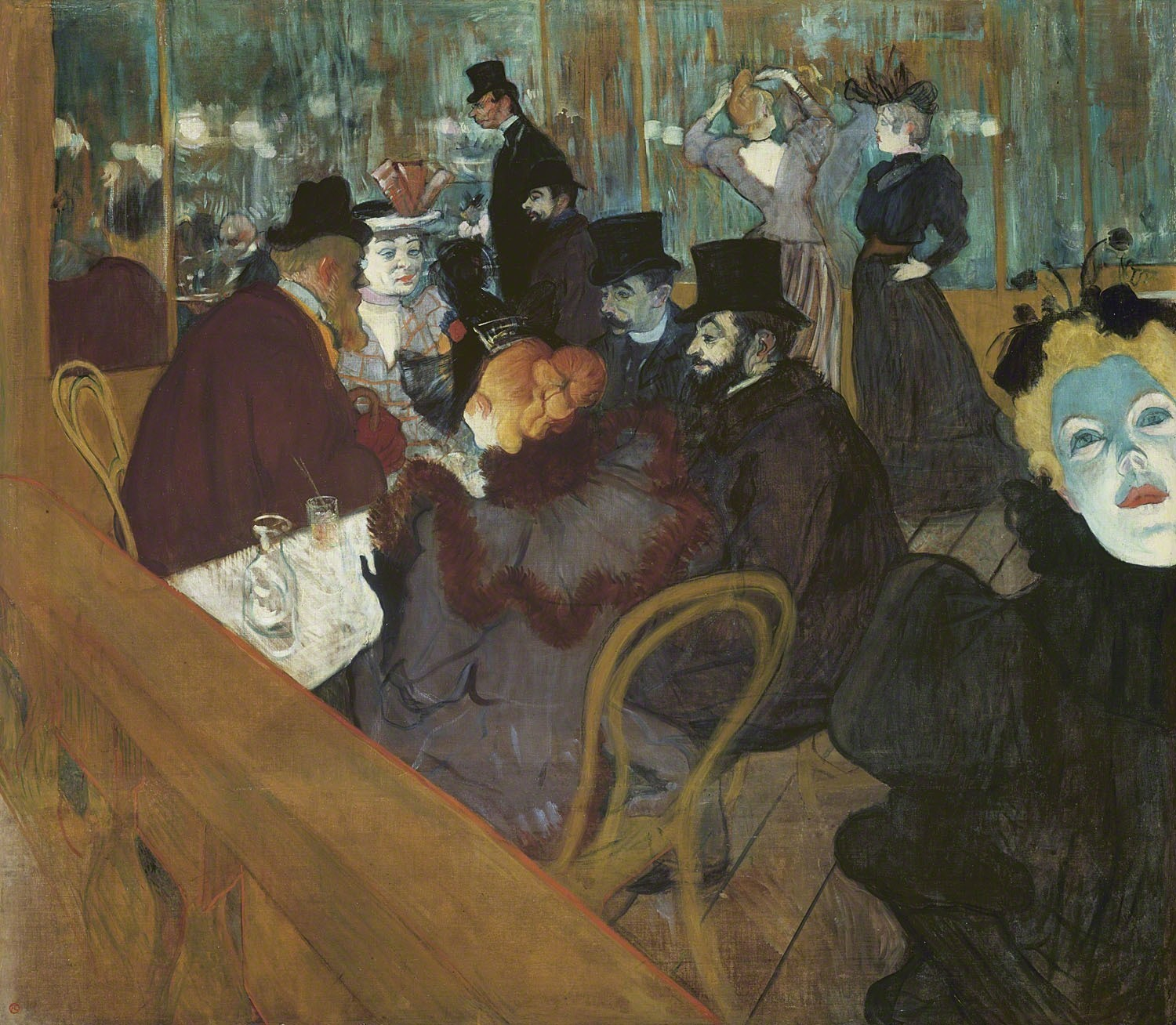
تابلوی در مولن‌روژ، اثر تولوز لوترک در سال ۱۸۹۲ میلادی.
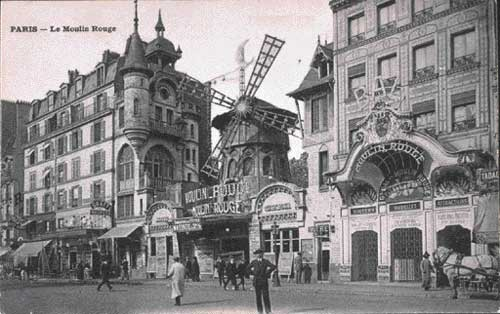
مولن روژ در ۱۹۰۰
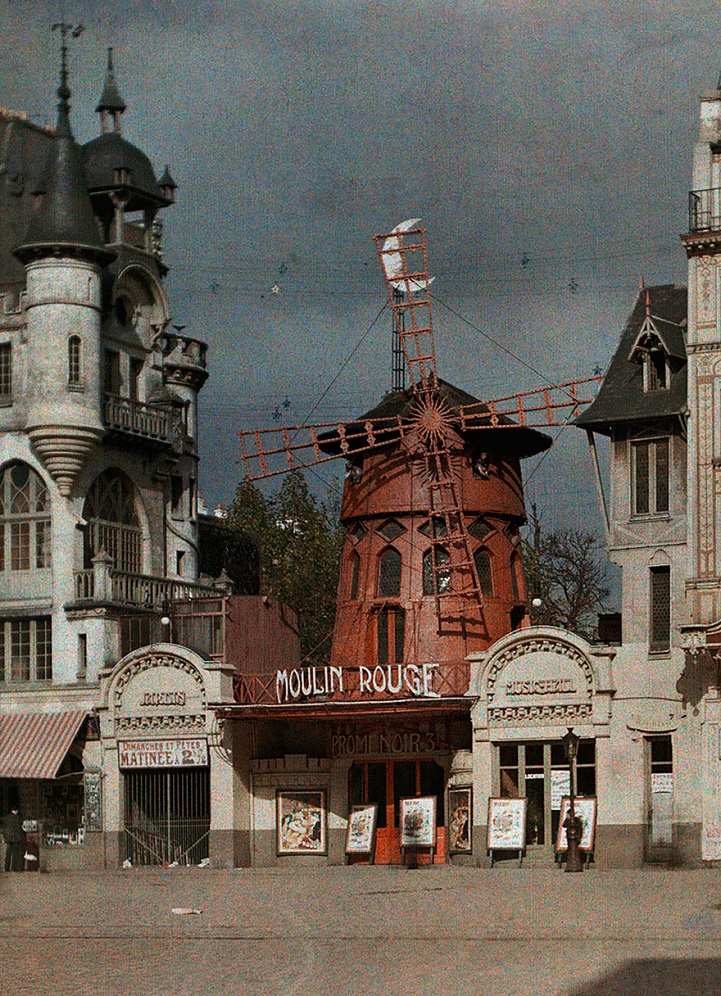
مولن روژ با رنگ اتوکروم لومیر، ۱۹۱۴، قبل از آتش سوزی ۱۹۱۵
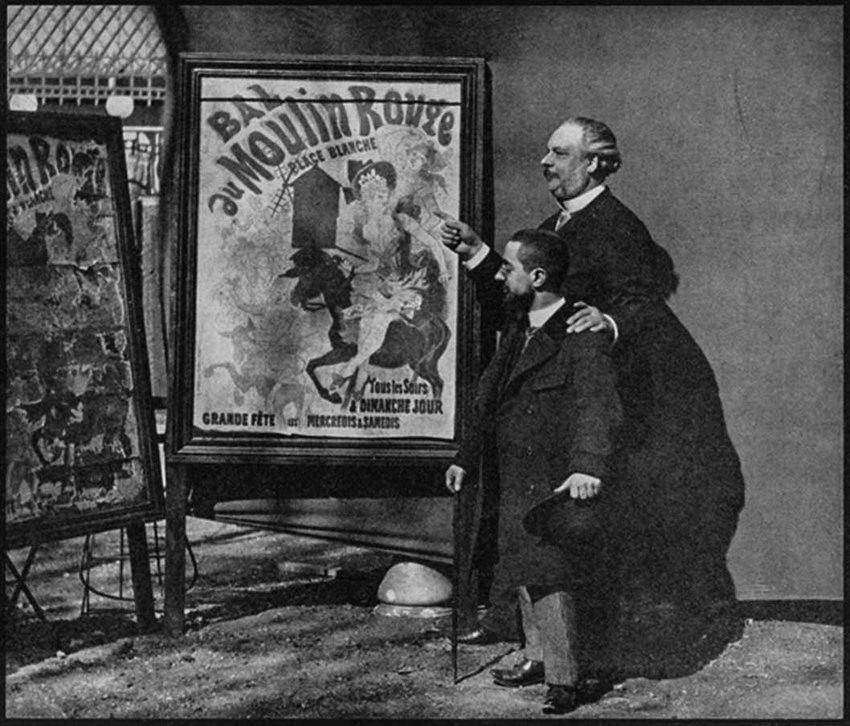
تولوز-لوترک و آقای ترمولادا، دستیار زیدلر و مدیر مولن روژ، پاریس، ۱۸۹۲.
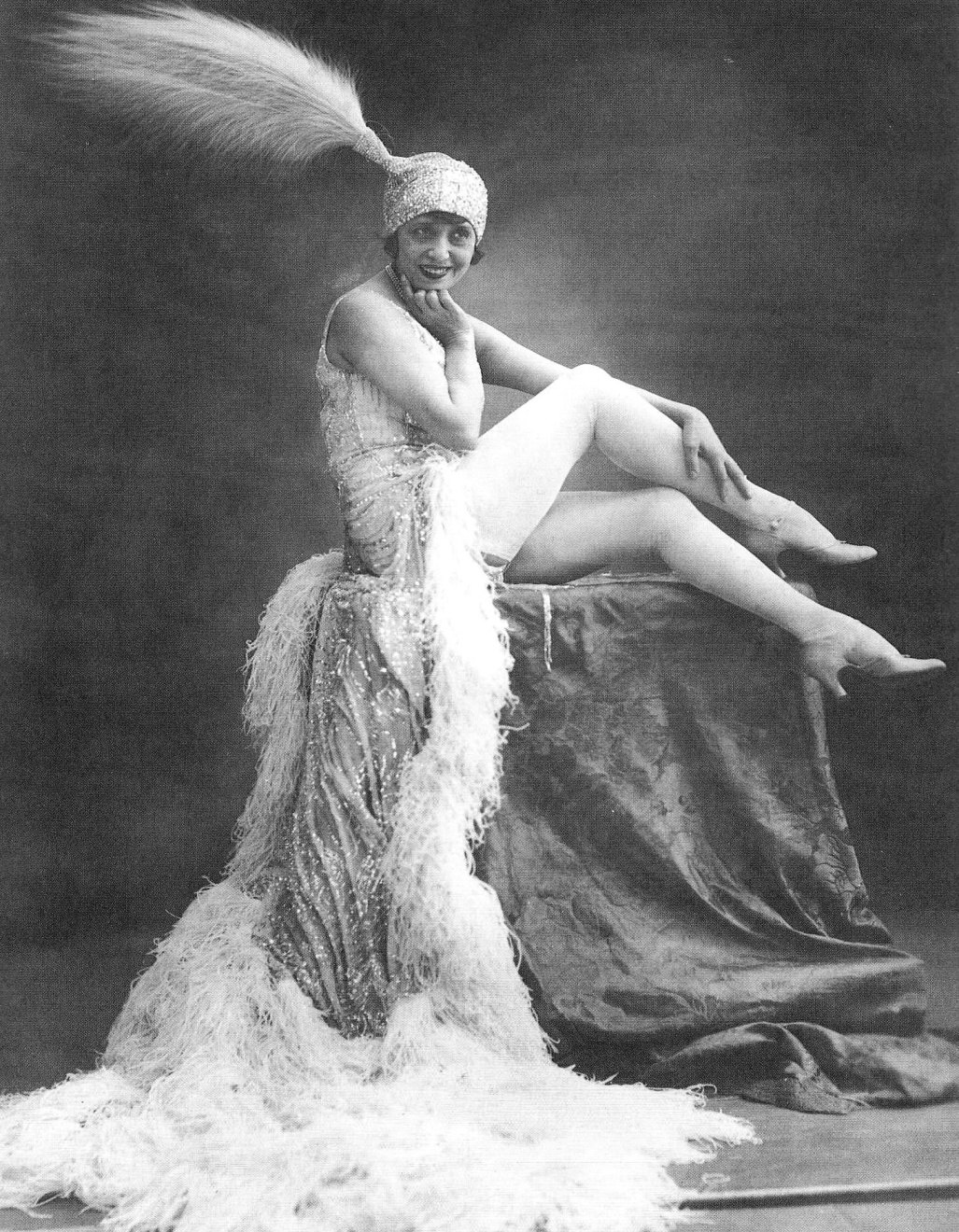
میستانگت در مولن‌روژ
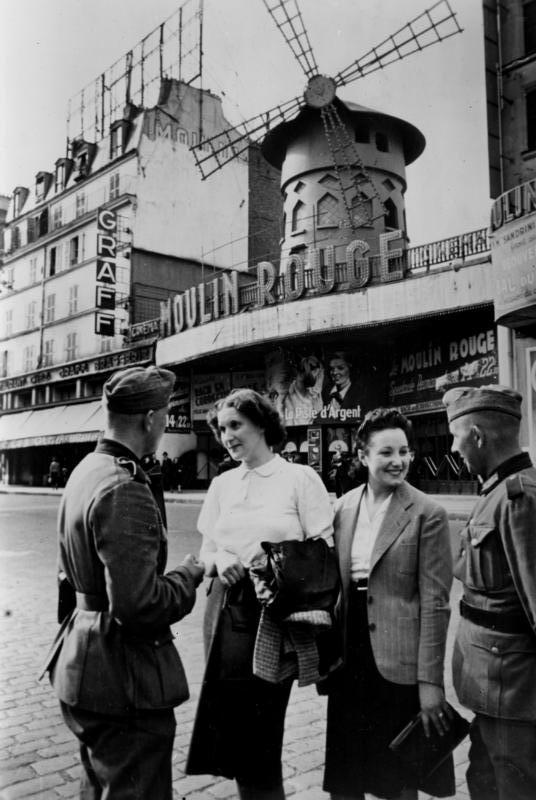
نمایش‌ها در زمان اشغال آلمان ادامه یافت.
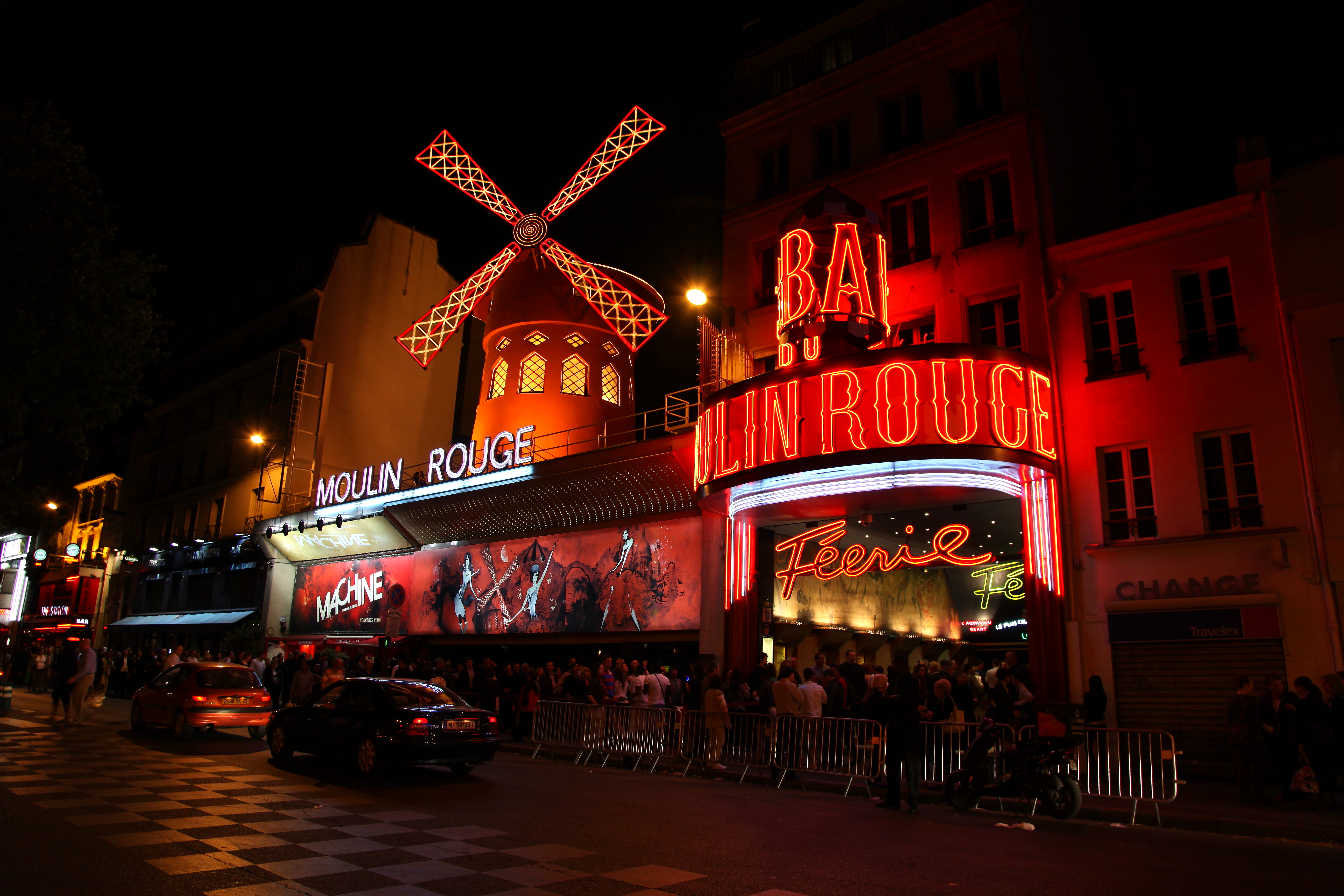
مولن روژ در نیمه شب
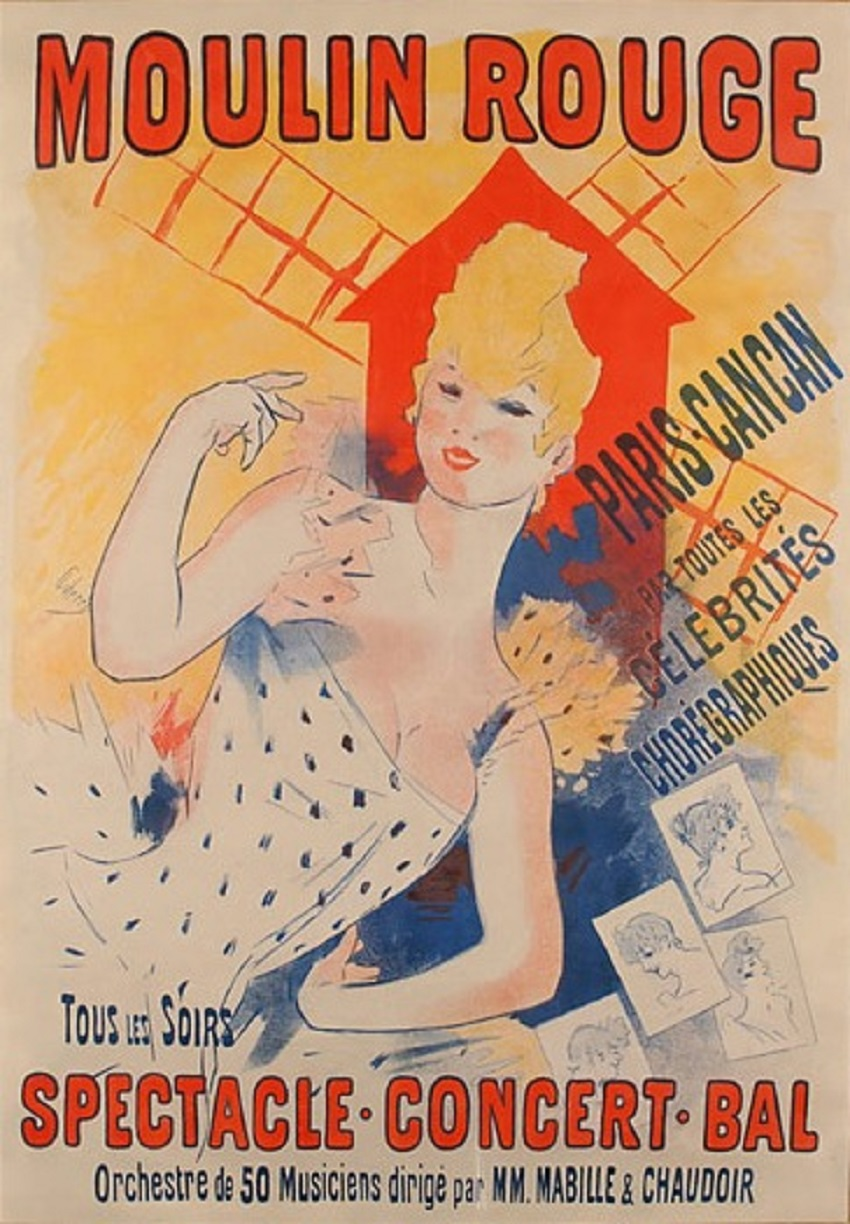
پوستر اثر ژول شره، ۱۸۹۰